# 三宅熊五郎
三宅 熊五郎（みやけ くまごろう、1855年8月〈安政2年7月〉 - 没年不明）は、日本の商人（いろは総本店、精肉商、牛肉商）、実業家。南洋館社長。製々舎窯業土地、南海土地建物各取締役。族籍は大阪府平民。

## 経歴
備中国倉敷戎町（現・岡山県倉敷市）生まれ。三宅伊助の長男。8歳の頃に親が亡くなる。11歳まで叔父に養われる。12歳の頃大阪に来て所々に奉公する。19歳の頃東京に赴き、牛肉店、または西洋料理店等に入る。
後に大阪に帰り松島遊郭桜筋に些かな料理店を開き「おたふく」と称し、大いに繁盛する。更に九条町で牛肉店を開始する。幾多の商業に失敗したため、「改めてイの一番より事業に従事しよう」との考えより屋号を「いろは」と命名する。自ら生牛を西浜町へ買出しに行き、西浜町民に屠殺させる。
1873年より氷店を開く。24歳の頃は15、6名の雇人を使用したが、放蕩のためたちまち失敗する。
29歳の頃東京に赴き、神田鎌倉河岸に於いて葬儀社を起し専ら主任となる。42歳の頃再び帰阪する。千代崎橋畔に地を相し、牛肉店を再興する。また会社の重役である。

## 人物
住所は大阪府東成郡天王寺村（現・大阪市）。

## 家族
三宅家
- 妻・なつ（1870年 - ?、福井、竹波佐兵衛の四女）[2][6]
- 養子・誠一（1891年 - ?、眞柄宗三郎の二男、大阪府多額納税者、三宅総本店社長、割烹業）[7] - 住所は大阪市西区松島町[7]（現・千代崎）。
  - 同妻（三宅熊五郎の庶子）[7]
- 庶子男・熊太郎[2]（1889年 - ?、料理商[3]、三宅商店代表取締役、三宅土地住宅代表社員[7]） - 生母は竹内たつ[6]。1923年、家督を相続する[7]。住所は兵庫県武庫郡鳴尾村西畑[7]（現・西宮市）。
- 庶子男・善三（1909年 - ?） - 生母は山田コウメ[2][6]。分家する[2][6]。
- 庶子女[2]
- 孫[2]